# 広島県司法書士会
広島県司法書士会（ひろしまけんしほうしょしかい）は、日本に50法人ある司法書士会のひとつである。

## 概要
日本に50法人ある司法書士会のひとつで湯澤俊樹が会長を務めている。現在、541名の司法書士が所属している。

## 支部
- 広島城北支部
- 広島城南支部
- 広島東支部
- 広島西支部
- 広島北支部
- 呉支部
- 東広島支部
- 尾道支部
- 福山支部
- 三次支部

## 所属事務所
- アーク司法書士事務所
- アイリス中村司法書士事務所
- あき司法書士事務所
- あきふるた司法書士事務所
- あさがお司法書士事務所
- あさひ司法書士事務所
- 石根司法書士事務所
- Ｎ・Ｙ ＬＩＮＫ司法書士事務所
- エフピーステージ司法書士事務所
- エル・ファーム広島
- くすのき総合事務所
- 工藤司法事務所
- 荒神合同事務所
- コスモ広島・やまだ司法事務所
- サポートグループ髙木司法書士事務所
- 柴﨑司法事務所
- 司法書士瀬川・藤井合同事務所
- 司法書士なのはな事務所
- 司法書士ひぐち合同事務所
- Ｊｕｈｏ司法事務所
- ＳＵＥＨＩＲＯ＆ＳＡＧＡスエヒロサガ国際事務所
- すずらん司法書士事務所
- すばる司法書士事務所
- 妹尾司法書士事務所
- セブン合同事務所
- 竹野屋司法書士事務所
- 東都セントラル合同事務所
- どい司法書士事務所
- 成事務所
- 西広島司法事務所
- 広島司法書士事務所
- 広島西部合同事務所
- 広島北部司法書士事務所
- ふたば司法書士事務所
- 法務総合事務所文殊パートナーズ司法書士村越和也
- みぞべ司法書士事務所
- 宮川司法事務所
- 森司法書士事務所
- あすみあ総合司法書士法人
- 司法書士法人あい総合事務所
- 司法書士法人あおば法務綜合事務所
- 司法書士法人いしい
- 司法書士法人小野司法事務所
- 司法書士法人佐藤・高森事務所
- 司法書士法人ＳＯＬＹ
- 司法書士法人高尾事務所
- 司法書士法人武田事務所
- 司法書士法人つくし
- 司法書士法人デルタ
- 司法書士法人水野合同事務所
- 司法書士法人渡邉事務所
- 島本総合司法書士法人
- 石原司法書士法人
- 司法書士法人あい総合事務所
- 司法書士法人イーリス総合法務事務所
- 司法書士法人ＮＣＰ
- 司法書士法人キャストグローバル
- 司法書士法人杉山事務所
- 司法書士法人ＳＯＬＹ
- 司法書士法人高尾事務所
- 司法書士法人高尾事務所
- 司法書士法人みつ葉グループ
- 司法書士法人みどり法務事務所
- 司法書士法人リーガルフロンティアＷＥＳＴ
- 司法書士法人渡邉事務所

## 面談による無料法律相談
- 広島総合相談センター
- 相続・遺言相談センター
- 福山総合相談センター
- 北部総合相談センター
- 江田島総合相談センター

## 業務内容
- 不動産登記手続について代理すること
- 簡裁訴訟代理等関係業務
- 裁判所へ提出する書類の作成
- 会社・法人の登記手続について代理すること
- 多重債務に関する相談
- 成年後見業務
- 供託手続について代理すること
- その他

## 所在地
広島県広島市中区上八丁堀6-69